# Òscar Grau
Òscar Grau Gomar (Sabadell, Barcelona, España; 30 de julio de 1964) es un exjugador de balonmano y dirigente deportivo español. Como jugador ocupaba la demarcación de pivote y desarrolló toda su carrera deportiva en el FC Barcelona, siendo también internacional con la selección española. Hasta abril de 2021, fue el director ejecutivo del Fútbol Club Barcelona.

## Trayectoria

### Como jugador
Se formó en los equipos escolares del Liceo Francés y del AES de Sarriá, hasta ingresar en el equipo júnior del FC Barcelona en 1982. La temporada 1985-86 ascendió al primer equipo profesional, a las órdenes de Valero Rivera. Se mantuvo en la élite hasta abril de 1995, cuando se retiró a causa de una lesión crónica de desgaste en el hombro derecho. Entre los múltiples títulos cosechados en este período destaca la primera Copa de Europa de la historia de la sección, además de tres Recopas, seis ligas ASOBAL y cuatro Copas del Rey, entre otros trofeos. 
Como homenaje a su trayectoria, en 2001 el club retiró su camiseta con el dorsal 2, quedando exhibida en lo alto del Palau Blaugrana.

### Tras su retirada
Licenciado en Ciencias Empresariales y MBA por ESADE, tras su retirada se ha dedicado esencialmente a la gestión deportiva. Fue gerente de las Federaciones Catalanas de Vela (1995-1999) y de Balonmano (1999-2008). Entre 1997 y 2007 fue comentarista técnico en las retransmisiones de balonmano de Televisió de Catalunya.
En 2010 fue nombrado director gerente de la candidatura Barcelona-Pirineos para los Juegos Olímpicos de Invierno 2026. En 2015, tras cancelarse el proyecto olímpico, Grau regresó al FC Barcelona como director de las FCB Escoles, la red de escuelas del club repartidas por todo el mundo. El 12 de septiembre de 2016 fue nombrado director ejecutivo del FC Barcelona, cargo que ocupó hasta el 28 de abril de 2021, cuando fue reemplazado por Ferran Reverter.

## Selección nacional
Disputó 45 partidos con la Selección de balonmano de España, con la que participó en el Campeonato Mundial de 1993, finalizando la quinta posición.

## Palmarés

### Campeonatos nacionales
- Liga ASOBAL (6): 1985-86, 1987-88, 1988-89, 1989-90, 1990-91 y 1991-92.
- Copa del Rey (4): 1987-88, 1989-90, 1992-93 y 1993-94.
- Copa ASOBAL (1): 1994-95.
- Supercopa de España (5): 1988-89, 1989-90, 1990-91, 1991-92 y 1993-94.

### Campeonatos internacionales
- Copa de Europa (1): 1990/91.
- Recopa de Europa (3): 1985-86, 1993-94 y 1994-95.